# 16091 Malchiodi
A 16091 Malchiodi (ideiglenes jelöléssel 1999 TO152) a Naprendszer kisbolygóövében található aszteroida. A LINEAR projekt keretében fedezték fel 1999. október 7-én.